# System Shock
System Shock est un jeu vidéo, mélangeant des éléments de jeu de rôle et de jeu de tir à la première personne, développé par Looking Glass Studios et publié par Origin Systems en 1994. Il se déroule en 2072, dans un futur de science-fiction, à l'intérieur d'une station spatiale appelée « Citadel ». Le joueur incarne un pirate informatique, dont les capacités ont été améliorées par un implant neural, devant contrer les plans d'une intelligence artificielle hostile baptisée « SHODAN ». Comme les titres de la série Ultima Underworld, également développés par Looking Glass Studios, le jeu propose un gameplay émergeant basé sur la possibilité de progresser dans le jeu de manière non-linéaire. Son système de jeu se distingue néanmoins de celui de ses prédécesseurs en mélangeant des éléments de jeu de rôle et de jeu de tir à la première personne.
À sa sortie, System Shock est acclamé par la presse spécialisée. Le jeu ne rencontre cependant qu'un modeste succès commercial, avec plus de 170 000 titres vendus, le studio ayant perdu de l'argent sur le projet. Il reste aujourd'hui reconnu pour son influence sur le genre, son gameplay ayant inspiré de nombreux développeurs de jeux de tir à la première personne.
Le jeu a bénéficié d'une suite, baptisée System Shock 2 et publiée en 1999. Une version améliorée nommée System Shock: Enhanced Edition, développée par Night Dive Studio qui a acquis les droits du jeu, est sorti en 2015. La sortie d'une suite, intitulée System Shock 3 et développée par OtherSide Entertainment, est prévu pour 2020 et un remake est développé par Night Dive Studios qui est prévu pour la même année. Le remake verra finalement le jour le 30 mai 2023, tandis que la suite semble être mise en suspens en 2022,, après le transfert de la licence d'OtherSide Entertainment à Tencent en mai 2020.

## Trame

### Univers
System Shock se déroule en 2072, dans un futur de science-fiction.

### Synopsis
Dans le prélude du jeu, le joueur — incarnant un pirate informatique — est arrêté alors qu'il tente d'infiltrer le système informatique d'une gigantesque corporation appelée TriOptimum. Un des dirigeants de la société, Edward Diego, lui offre alors d'abandonner les charges pesant contre lui et de lui implanter une interface neurologique s'il parvient à pirater SHODAN, l'intelligence artificielle de la station spatiale Sentinel appartenant à TriOptimum. Après avoir piraté SHODAN, lui avoir enlevé toute contrainte éthique et en avoir donné le contrôle à Diego, le pirate se fait implanter l'interface neurologique avant d'être plongé dans un coma artificiel pour se remettre de l'opération. À son réveil, il découvre que SHODAN a pris le contrôle de la station et que le personnel de celle-ci a été tué ou transformé en mutant ou en cyborg. Il est alors contacté par Rebecca Lansing, une consultante anti-terroriste pour TriOptimum, qui lui apprend que SHODAN prévoit d'utiliser le laser de la station pour attaquer la Terre.

### Scénario
Aidé par Rebecca Lansing, qui lui promet d'effacer son dossier s'il parvient à contrer les plans de SHODAN, le pirate s'infiltre sur la station Sentinel. Il parvient d'abord à détruire le laser en l'utilisant pour tirer sur les boucliers de la station. SHODAN décide alors d'envoyer un virus mutagène sur Terre mais le pirate réussit à faire éjecter les chambres d'incubation de celui-ci dans l'espace. SHODAN décide alors de se télécharger dans les réseaux informatiques terriens, via les antennes de la station. Avec l'aide de Rebecca, le pirate parvient à détruire ces antennes puis à lancer l’autodestruction de la station avant de se diriger vers les modules d'évacuation de celle-ci. Il parvient alors à vaincre Diego, transformé en cyborg, mais SHODAN empêche les modules de décoller alors qu'elle-même s'éloigne de la station à bord d'un autre module. Rebecca Lansing lui communique alors un nouveau moyen de s'échapper, mais SHODAN brouille la communication. Le pirate quitte alors le hangar, juste avant qu'il n'explose, puis se rend sur le pont. Un technicien, qui a réussi à contourner le brouillage de SHODAN, lui annonce alors qu'il peut encore vaincre SHODAN en le combattant dans le Cyberspace. Il se connecte alors à un terminal, entre dans le Cyberspace et parvient à battre SHODAN dans un affrontement final. Il est alors ramené sur Terre où le TriOptimun lui offre une place dans l'entreprise, mais il décline l'offre pour continuer sa vie de pirate informatique. Le jeu se termine alors qu'il tente d'infiltrer le système informatique d'une autre organisation à l'aide de son implant neural,.

## Système de jeu
System Shock est un jeu vidéo de rôle et de tir se déroulant dans une gigantesque station spatiale — représentée en trois dimensions — que le joueur observe en vue subjective et dans laquelle il doit combattre des ennemis et résoudre des énigmes afin de réduire l'intelligence artificielle SHODAN à l'impuissance,. La progression du joueur dans la station se fait de manière non-linéaire, celui-ci pouvant explorer les différents environnements dans n'importe quel ordre. Son système de jeu propose un gameplay émergent encourageant le joueur à expérimenter différentes solutions pour avancer dans le jeu. Le jeu ne contenant aucun personnage non-joueur avec qui discuter, l'intrigue est uniquement développée par l'intermédiaire d'e-mails et de log discs que le joueur est amené à consulter au cours de l'aventure,,.
Tout au long du jeu, SHODAN tente d'entraver la progression du joueur en le piégeant ou en bloquant certains passages. Des terminaux d'accès permettent au joueur d'entrer temporairement dans le Cyberspace, à l'intérieur duquel le joueur se déplace en apesanteur dans un environnement représenté en 3D et en fil de fer et où il doit collecter des données et combattre les programmes de sécurité de SHODAN. Les actions réalisées dans le Cyberspace ont parfois une influence dans le monde physique, certaines portes pouvant par exemple n'être ouvertes que via le Cyberspace.
En dehors du Cyberspace, le joueur dispose de seize types d'armes différentes pour combattre les robots, les cyborgs et les mutants contrôlés par SHODAN. Il ne peut cependant en porter que sept à la fois. Les armes de tir disposent souvent de différents types de munitions ayant des effets différents. Ainsi, le « dart pistol » peut projeter des aiguilles explosives ou tranquillisantes,. Des armes à énergie et différents types d'explosifs sont également disponibles dans le jeu, incluant notamment des grenades et des mines. En plus des armes, le joueur peut récupérer différents types d'objets comme les patchs cutanés ou les kits de premier secours. Les patchs cutanés font bénéficier au personnage des effets bénéfiques, comme la régénération ou une augmentation de la puissance d'attaque, mais induisent des effets secondaires, comme la fatigue et des troubles de la vue ou de la perception,. Différents types d'équipements peuvent également être trouvés dans le jeu, incluant des boucliers d'énergie et des lampes frontales. Des versions plus avancées de ces derniers peuvent être obtenues en progressant dans le jeu. Lorsqu'ils sont activés, ces équipements utilisent de l'énergie que le joueur doit donc économiser. Certains équipements affichent des informations concernant l'efficacité d'une attaque lorsqu'ils sont actifs, avec des messages comme « dégâts normaux »,. Lorsque le joueur attaque un ennemi, les dégâts sont calculés en fonction de l'armure et de la vulnérabilité de ce dernier, ainsi que des chances de coups critiques et d'un degré de hasard. Les différentes armes et munitions infligent différents types de dégâts, certains ennemis étant immunisés ou au contraire vulnérables à des types de dégâts particuliers. Par exemple, les armes électromagnétiques sont particulièrement efficaces contre les robots mais n'affectent pas les mutants alors que le gaz est très efficace contre ces derniers mais n'affecte pas les robots.
Le joueur utilise le clavier pour se déplacer et la souris  pour interagir, via une interface en pointer-et-cliquer, avec l'environnement du jeu et les commandes de l'affichage tête haute,. Ces dernières permettent au joueur d'accomplir différents types d'actions — comme se pencher, s'accroupir ou ramper — ayant un intérêt pratique dans le jeu pour par exemple se cacher, ramasser un objet ou progresser dans un passage étroit. L'interface inclut également trois écrans « multi-fonctions » pouvant être configurés pour afficher des informations supplémentaires comme la mini-map ou l'inventaire du joueur.

## Développement

### Début du projet
Le concept de System Shock est imaginé pendant la dernière phase du développement de d’Ultima Underworld II, entre décembre 1992 et janvier 1993. D'après Doug Church, la longue phase de test de ce dernier s'est en effet révélée très stressante pour les développeurs, provoquant plusieurs syndromes d’épuisement professionnel,. L’équipe de développement considère alors avoir fait trop de « jeux de donjon », et c’est dans ce contexte que Doug Church, Austin Grossman et Paul Neurath commencent à discuter du prochain projet de Looking Glass Technologies avec Warren Spector ,. Au cours de leurs séances de brainstorming, ils décident de créer un nouveau « jeu de simulation immersif » reprenant le concept d’Ultima Underworld mais ne se déroulant pas dans un univers de fantasy. Leur première idée est qu’il prenne place dans le monde actuel, mais celle-ci est finalement abandonnée, les concepteurs jugeant que cela « induirait trop de questions comme pourquoi ne puis-je pas prendre le téléphone, pourquoi ne puis-je pas monter dans le train… ». Après son retour au studio dans le Massachusetts, Doug réfléchit donc avec Paul et Austin à la possibilité que le jeu prenne place dans un univers de science-fiction. D’après Warren Spector, le jeu est au départ baptisé Alien Commander et est conçu comme un spin-off de la série Wing Commander. Cette idée est cependant rapidement abandonnée, les concepteurs ne voulant pas être contraint par une franchise existante afin de pouvoir concevoir le jeu comme ils le souhaitent. Le développement du jeu commence en février 1993. Bien que Grossman ait été particulièrement impliqué durant la phase d’avant-projet, celui-ci ne contribue que sporadiquement au développement à part pour l’écriture du scénario et le doublage.

### Conception
« Ultima Underworld avait été défini par une petite animation, créée par l’artiste Doug Wike, qui montrait l’interface utilisateur, un monstre et quelques mouvements. System Shock a été défini par deux petits documents de trois paragraphes décrivant des phases du gameplay. D’une manière ou d’une autre, quasiment tout le jeu dérive de ces derniers. »

— Doug Church
Les quatre concepteurs collaborent ensuite pour écrire quelques documents, décrivant des phases du gameplay, devant donner une idée de à quoi ressemblerait le jeu. Ils écrivent par exemple « Vous entendez le son d'une caméra de sécurité en train de pivoter, puis son bip lorsqu’elle vous repère, vous l’esquivez en vous cachant derrière une caisse. Vous entendez alors une porte s’ouvrir et jeter donc une grenade avant de vous enfuir en courant ». Ces documents donnent ainsi des indices sur le système de jeu et sur les possibilités offertes dans chaque situation.
D’après Paul Neurath, ce premier concept est principalement l’œuvre de Doug Church . Ce dernier et Grossman ont ensuite affiné ces documents et défini le concept du jeu et la direction devant être prise par l’équipe de développement. Grossman a ensuite écrit le document de conception original en se basant sur ce qu’il avait déjà exploré en concevant la dimension Tomb of Praecor Loth d’Ultima Underworld II, qu’il désignera plus tard comme ayant été un « mini-prototype » de System Shock. Ces concepts incluent notamment une minimisation des arbres de dialogues ainsi qu’une plus grande importance de l’exploration. L’équipe considère en effet que les arbres de dialogues d’Ultima Underworld cassaient l’expérience immersive du jeu et n’étaient pas forcément réalistes,,. Pour se passer de ces arbres de dialogues dans System Shock, l’équipe décide d’empêcher le joueur de rencontrer des personnages non-joueurs, le scénario étant plutôt véhiculé via des e-mails ou des log-discs, souvent enregistrés par des personnages déjà morts. Dans ce domaine, Grossman s’inspire notamment de Spoon River Anthology d’Edgar Lee Masters, un recueil de poèmes écrits comme des épitaphes de personnages fictifs. D’après lui, cette série de messages venant de différentes personnes permet, quand ils sont mis bout à bout, de mettre en place l’histoire.

#### Conception audio
Peu avant de lancer le développement du jeu, le bassiste Greg LoPiccolo du groupe Tribe est engagé pour travailler sur la musique du jeu. Alors que celui-ci rend visite à son ami Rex Bradford au studio, les programmeurs du jeu - dont certains étaient fans de son groupe -  lui propose spontanément de composer la musique du jeu,.
LoPiccolo compose la musique du jeu — décrite comme « sombre, électronique et cyberpunk » par le Boston Herald — sur un ordinateur Macintosh, avec un synthétiseur et le logiciel Audio Vision,. La musique du jeu change de manière dynamique en fonction des actions du joueur, un système déjà utilisé dans Ultima Underworld et jugé cohérent avec le gameplay émergent du jeu par les développeurs ,. Chaque piste est écrite avec trois niveaux d'intensité différents qui changent en fonction de la proximité des ennemis et certains événements, comme une victoire dans un combat, déclenchent une musique spécifique. Les pistes sont composées de quatre segments pouvant être réarrangés dynamiquement suivant les événements survenant dans le jeu sur lesquels viennent se superposer des « mélodies pré-composées ». D'après LoPiccolo, utiliser cette méthode nécessite de composer une musique « restant cohérente avec le thème générique et sans changement brusque ». La musique devant être étroitement liée au gameplay, il doit travailler en étroite collaboration avec Doug Church et Rob Fermier, le programmeur du module gérant les pistes dynamiques. Après avoir enregistré la musique, LoPiccolo enregistre tous les effets sonores du jeu,,. Pour cela, il se rend notamment dans un garage automobile avec un enregistreur portable et un micro afin d'enregistrer certains sons. Au total, il travaille sur la partie audio du jeu pendant plus de seize mois, travaillant de manière contractuelle jusqu’à que son groupe soit dissous en mai 1994. Il est alors recruté à temps plein en temps par Ned Lerner,.

#### Conception de SHODAN
D'après Doug Church, l'équipe est « tombée sur un bon méchant » avec SHODAN, celui-ci pouvant régulièrement et directement affecter le gameplay du jeu d'une manière « non-définitive ». Par le biais de déclencheurs et d'objets intégrés dans l'environnement du jeu — comme des caméras de sécurité que le joueur doit détruire — l'équipe parvient à faire de la présence de SHODAN une part importante de l'exploration du monde de System Shock. SHODAN pouvant interagir avec le joueur de manière « récurrente, consistante et palpable », Doug Church considère qu'il parvient à relier de manière crédible le joueur à l'histoire. L'aspect visuel de SHODAN est imaginé par l'artiste Robb Waters, et il est doublé par Terri Brosius, une des membres du groupe de LoPiccolo. D'après celle-ci, son objectif au cours des sessions d'enregistrement est de parler « sans émotions, mais avec différents niveaux d'inflexions ». Sa voix est ensuite modifiée en profondeur pendant la post-production, permettant de créer un effet robotique inspiré par la voix de Max Headroom. D'après LoPiccolo, créer ces nombreux effets s'est révélé « laborieux », le logiciel utilisé — Sound Designer — ne disposant pas des options nécessaires pour arriver à un tel résultat. Les dialogues de SHODAN ont été ponctués de quelques bugs afin de coller à son état corrompu, la fréquence de ces bugs augmentant tout au long du jeu afin de simuler le fait que SHODAN perde peu à peu l'esprit jusqu'à sa chute. Le personnage principal, le pirate informatique, est créé comme l'opposé du principal protagoniste de la série Ultima, l'Avatar, l'équipe souhaitant que le joueur incarne un personnage « moralement compromis » et servant ses propres intérêts, plutôt qu'un personnage luttant pour le bien.

### Programmation
La première tâche de l'équipe de développement consiste à programmer un nouveau moteur de jeu capable d'afficher un environnement en vrai 3D tout en proposant au joueur un gameplay plus avancé. L'équipe abandonne donc le moteur de jeu 16-bit utilisé pour la série Ultima Underworld et en programme un nouveau en 32-bit en utilisant le compilateur Watcom C/C++. Ce nouveau moteur permet un véritable mapping des textures et est capable de gérer de nouvelles architectures, comme les plans inclinés, et les sources de lumière. Contrairement à celui d'Ultima Underworld, qui était assez limité dans ce domaine, il permet également au joueur de regarder dans toutes les directions,,. Il autorise aussi le personnage contrôlé par le joueur de sauter, de ramper et d'escalader des murs,. Les concepteurs ont utilisé ces nouvelles capacités du moteur de rendu pour créer des environnements plus variés et plus marquants qui, combinés avec les problèmes de performance liés à la complexité du moteur de jeu, font que l'équipe de développement a eu du mal à optimiser le jeu. La représentation des personnages en trois dimensions est au départ planifiée, mais ces modèles ne purent être intégrés au jeu faute de temps. D'après Doug Church, le principal objectif de l'équipe était de créer « un environnement riche, excitant et vivant » dans lequel le joueur pourrait s'immerger, cela nécessitant « un scénario cohérent et un monde aussi interactif que possible »,.
Le moteur physique du jeu a été créé par Seamus Blackley, à partir de celui qu'il avait programmé pour Flight Unlimited, un simulateur de vol alors développé par Looking Glasses Studios,. D'après Doug Church, celui-ci est beaucoup plus sophistiqué que ceux généralement utilisés dans un jeu se déroulant en intérieur. Ce moteur physique gère en effet — entre autres — le recul des armes et la trajectoire des projectiles qui se comportent différemment suivant leur poids et leur vitesse. La partie la plus complexe du moteur physique est cependant celle gérant le personnage contrôlé par le joueur. Church explique ainsi que la tête du personnage « se penche vers l'avant lorsqu'il commence à courir, et recule légèrement lorsqu'il s'arrête » et que, lors d'impact contre une surface ou un objet, sa « tête est projetée dans la direction opposée au choc, dans une proportion dépendant de [la] masse et de la vitesse de l'objet en question ». Seamus Blackley souligne l'importance du moteur physique dans le jeu et explique que si celui-ci est bien fait, le joueur ne le remarque pas mais qu'en revanche, en l'absence de moteur physique, le joueur sent que quelque chose cloche.
Peu avant la fin du développement, James Fleming décide que la façon dont s'affichent les étoiles dans le ciel — via une simple texture — n'est pas satisfaisante. Bien que Warren Spector ait interdit d'ajouter des lignes de code supplémentaires à ce stade du développement, il décide donc de programmer un système permettant d'afficher ces étoiles de manières plus réaliste.

### Production
En tant que producteur du jeu, Warren Spector doit notamment convaincre l'éditeur de son potentiel, ce qui d'après lui est son « plus gros challenge ». D'après lui, Origin Systems ne comprend en effet pas toujours ce que l'équipe de Looking Glass Studios tente de faire avec System Shock et est à plusieurs reprises sur le point d'annuler le jeu, même très tard dans le développement. D'après Doug Church, l'attention du management interne de Looking Glass Studios s'est principalement portée sur Flight Unlimited — que le studio édite à son compte et qui se doit donc d'être un succès — au détriment de System Shock. Warren Spector a négocié un accord entre Electronic Arts et Looking Glass concernant la licence du jeu, donnant au premier les droits sur la marque et au second les droits d'auteurs, son but étant de s'assurer qu'aucune des deux parties ne puisse continuer la franchise sans la participation de l'autre. Si le Cyberspace est à l'origine conçu comme une simulation réaliste de hacking — pouvant notamment être utilisé pour réimplanter dans SHODAN ses contraintes éthiques — il est finalement simplifié à la demande d'Origin Systems qui le trouve trop complexe.
L'interface du jeu a été principalement créée par Marc Leblanc.

## Versions

### Version originale
La version originale de System Shock sur disquette est publiée en septembre 1994, celle-ci ne contenant pas les dialogues enregistrés. Une version sur CD-ROM est publiée en décembre 1994, celle-ci incluant l'ensemble des dialogues enregistrés, plusieurs résolutions d'affichage différentes et des graphismes plus détaillés. Cette dernière est généralement considérée comme supérieure à la version sur disquette. Après avoir terminé son travail sur les musiques et les effets sonores de la version disquette, LoPiccolo enregistre les différents dialogues pour la version sur CD-ROM en faisant appel à des employés du studio et à certains de ses amis,. Des sons ambiants ont ensuite été superposés à ces voix pour créer des « vignettes sonores ». D'après Doug Church, Looking Glass Studios a essayé de convaincre Origin Systems de ne pas distribuer la version sur disquette, mais ils se sont heurtés à un refus de l'éditeur. Le producteur du jeu, Warren Spector, a également exprimé des regrets concernant cette version du jeu, expliquant que distribuer celle-ci plusieurs mois avant la version CD-ROM avait été une erreur stratégique. D'après lui, les enregistrements additionnels apportent réellement quelque chose au jeu et sortir la version disquette a laissé une première impression négative de System Shock dans la presse et dans l'esprit des joueurs, ce qui a sans doute eu un impact sur les ventes du jeu.

### Enhanced Edition
Une version améliorée du jeu, développé par Night Dive Studios, est publié par le site GOG.com le 22 septembre 2015 sous le titre System Shock: Enhanced Edition. Destinée au système d’exploitation Microsoft Windows, cette dernière est conçue de manière à fonctionner correctement sur les ordinateurs modernes et intègre quelques améliorations techniques dont le support des résolutions allant jusqu’à 1024×768 en format 16/9.  Elle inclut également la version originale du jeu pouvant fonctionner sous Microsoft Windows, OS X et Linux.

## Accueil

### Critiques
| System Shock          |      |       |
| Média                 | Nat. | Notes |
| Boston Herald         | US   | 5/5   |
| Computer Gaming World | US   | 4,5/5 |
| Gen4                  | FR   | 94 %  |
| Joystick              | FR   | 90 %  |
| PC Format             | GB   | 89 %  |
| PC Gamer UK           | GB   | 90 %  |
| PC Gamer US           | US   | 96 %  |

#### Version disquette
À sa sortie, System Shock  est acclamé par la presse spécialisés, certaines critiques lui attribuant de très bonnes notes et le jeu obtenant un score de 88 % sur le site GameRankings. Le jeu connait un succès commercial plus modeste, avec 170 000 exemplaires vendus, qui fait dire à la presse que si le jeu n’atteint pas la popularité d’un blockbuster comme Doom, son succès commercial est tout de même suffisant pour « maintenir Looking Glass Studios à flot »,. Cette analyse est en partie partagé par Paul Neurath qui affirme que le jeu n’a pas été un échec mais que le studio à tout de même perdu de l’argent dans l’affaire, ce qu’il explique par la difficulté de prise en main du jeu. Dans le magazine  Computer Gaming World , le jeu est salué pour son envergure, son moteur physique et ses environnements en vrai trois dimensions. La critique met notamment en avant la représentation du Cyberspace, décrite comme « phénoménal », mais regrette que l’agencement des niveaux soit relativement confus.  Le journaliste du magazine Computer Shopper juge que l’interface du jeu est très difficile à maitriser en comparaison de ce qui se fait habituellement dans les jeux de tirs à la première personne comme Doom. Il conclut cependant que prendre le temps d’en venir à bout « vaut le coup » car le jeu « se révèle petit à petit et qu’il reste intéressant pendant plusieurs semaines ». De son côté, Geoff Smith du Boston Herald explique que si System Shock ressemble au premier abord à Doom, il est en réalité « beaucoup plus élaboré ». Il relève cependant qu’il nécessite un très bon ordinateur et que son interface est tellement complexe qu’il faut « étudier le manuel pendant au moins 20 minutes »  avant de commencer à jouer. Il conclut néanmoins que pour lui, System Shock défini un nouveau standard en matière de jeu vidéo grâce à sa combinaison d’action et de résolution d’énigmes. Dans The Atlanta Journal-Constitution, Jack Warner compare le jeu à « hamburger bien prepare » en expliquant que le jeu lui est familier mais qu’il l’a apprécié jusqu’au bout. Il juge lui aussi que l’interface est difficile à prendre en main mais note que c’est le seul défaut du jeu. D’après lui, ce dernier est en effet bien rythmé et fascinant, et ses graphismes et ses effets sonores sont « remarquables ». Pour le journaliste du magazine PC Gamer US , l’univers de System Shock est l’un des plus immersif qui soit. Il fait notamment l’éloge de son scénario et de son interface, affirme que tous les types de joueurs y trouveront leur bonheur et conclut qu’avec lui, le jeu sur ordinateur atteint un nouveau sommet. La critique de Next Generation Magazine résume le jeu comme « un très bon mélange de stratégie et d’action ».

#### Version CD
La version CD-ROM du jeu reçoit également un accueil positif dans la presse qui met en avant sa réalisation « impressionnante » et le fait que la plupart des messages aient été numérisés.

### Récompenses
- Power Play : meilleur jeu d'action-aventure
- PC Gamer : meilleur jeu d'aventure[62]
- Computer Gaming World : nommé dans la catégorie meilleur jeu d'action

Dans les années ayant suivi sa sortie, System Shock est régulièrement inclus dans des listes des meilleurs jeux vidéo de tous les temps publiés dans la presse spécialisée, dont notamment dans celles des magazines PC Gamer et Computer Gaming World et celle du site GameSpy,,.

## Postérité
Dans un article du site Gamasutra publié en 2006, le journaliste Patrick Redding souligne l'influence de System Shock sur le genre en notant que de nombreuses fonctionnalités de celui-ci sont désormais de rigueur dans la plupart des jeux de tir modernes. De la même manière, un article publié sur GameSpy en 2007 décrit System Shock comme étant un des précurseurs du genre en le comparant à des titres comme Metal Gear Solid, Resident Evil ou Half-Life. Dans un article du site Eurogamer de 2007, le journaliste Rob Fahey considère la série System Shock comme « la référence du jeu de tir en vue subjectif intelligent » et note que celle-ci a initié une révolution ayant influencé la conception d'innombrables autres jeux. Le jeu est également crédité pour avoir été l'un des principaux contributeurs à la popularisation du gameplay émergent,,,. De nombreux développeurs reconnaissent l'influence qu'a eue le jeu sur leurs propres créations. D'après Warren Spector, l'une des idées derrières Deus Ex était ainsi de s'appuyer sur les bases posées par Looking Glass avec des jeux comme System Shock. De son côté, le développeur Ken Levine décrit « l'esprit de System Shock » comme étant « le gameplay porté par le joueur : l'idée de laisser le joueur conduire le jeu et non le concepteur » et note que créer un jeu du même type a toujours constitué l'idéal du studio Irrational Games.
L'intelligence artificielle SHODAN, principale antagoniste du jeu, est considérée comme un des plus grands antagonistes féminins du jeu vidéo,,,.
Le jeu a bénéficié d'une suite, baptisée System Shock 2 et publiée en 1999. Son succès critique dépasse encore celui de son prédécesseur et elle est récompensée à de nombreuses reprises par la presse spécialisée. Les deux jeux ont ensuite été la principale source d'inspiration derrière le jeu BioShock publié en 2007,.

#### Sources primaires
- [Frase 1994a] (en) Tuesday Frase, System Shock : Terminal Access, Origin Systems, 1994, 47 p.
- [Frase 1994b] (en) Tuesday Frase, System Shock Clue Book : I.C.E. Breaker, Origin Systems, 1994, 96 p. (ISBN 978-0-929373-19-5)

#### Guide de jeu
- (en) Yee Bernie, System Shock : Strategies and Secrets, Sybex, 1995, 205 p. (ISBN 978-0-7821-1722-6)

#### Sources secondaires
- [Hallford 2001] (en) Jana Hallford, Swords & Circuitry : A Designer's Guide To Computer Role-Playing Games, Prima Tech, 2001, 514 p. (ISBN 978-0-7615-3299-6)
- [Rouse 2005] (en) Richard Rouse, Game Design : Theory & Practice Second Edition, Wordware Publishing, 2005, 698 p. (ISBN 978-1-55622-912-1)